# スコティッシュ・アビエーション ブルドッグ
スコティッシュ・アビエーション
ブルドッグ
スウェーデン陸軍のFPL 61C
- 用途：練習機
- 設計者：ビーグル・エアクラフト
- 製造者：スコティッシュ・アビエーション
- 運用者：
  -  イギリス（イギリス空軍）
  -  スウェーデン（スウェーデン空軍/陸軍）他
- 初飛行：1969年5月19日
- 生産数：320機

スコティッシュ・アビエーション ブルドッグ（Scottish Aviation Bulldog）は、ビーグル・エアクラフト社で「ビーグル B.125 ブルドッグ」として設計された並列複座（オプションの3座席目付）の練習機である。曲技飛行機としても使用可能。

## 概要
ブルドッグの試作機は、1969年5月19日にショアハム空港（Shoreham Airport）で初飛行を行った。この機を最初に発注したのは78機を注文したスウェーデン空軍であったが、製造を開始する前にビーグル・エアクラフト社は倒産してしまい、この機の製造権とスウェーデンからの発注はスコティッシュ・アビエーション社に引き継がれた。その後、全ての機体はスコティッシュ・アビエーション社によりプレストウィック空港（Prestwick Airport）で生産され、後年はブリティッシュ・エアロスペース社で生産された。

## 運用

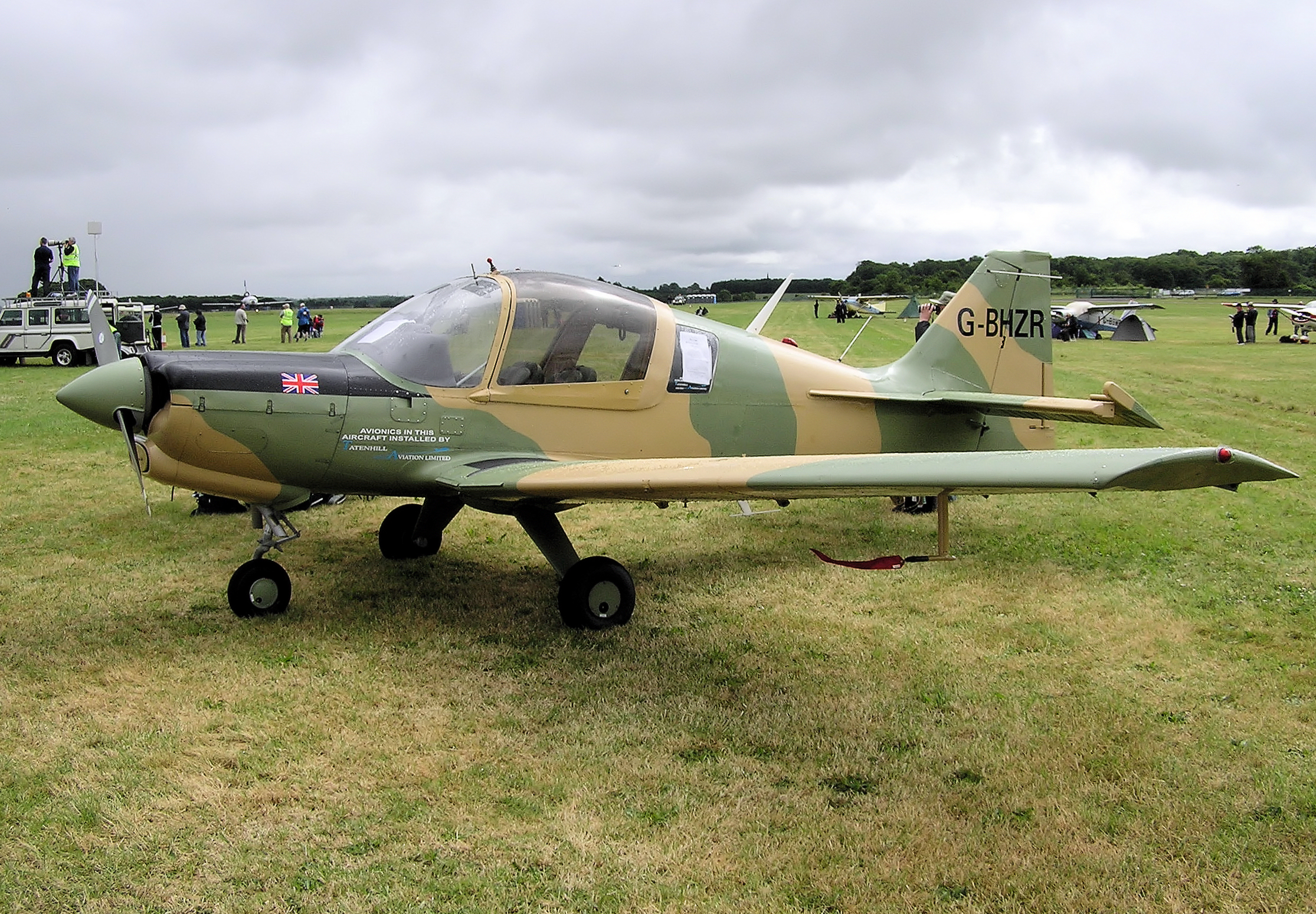
個人所有のブルドッグ 120型、元ボツワナ空軍機で塗装もその当時のもの。2005年の英国のエアラリーにて。

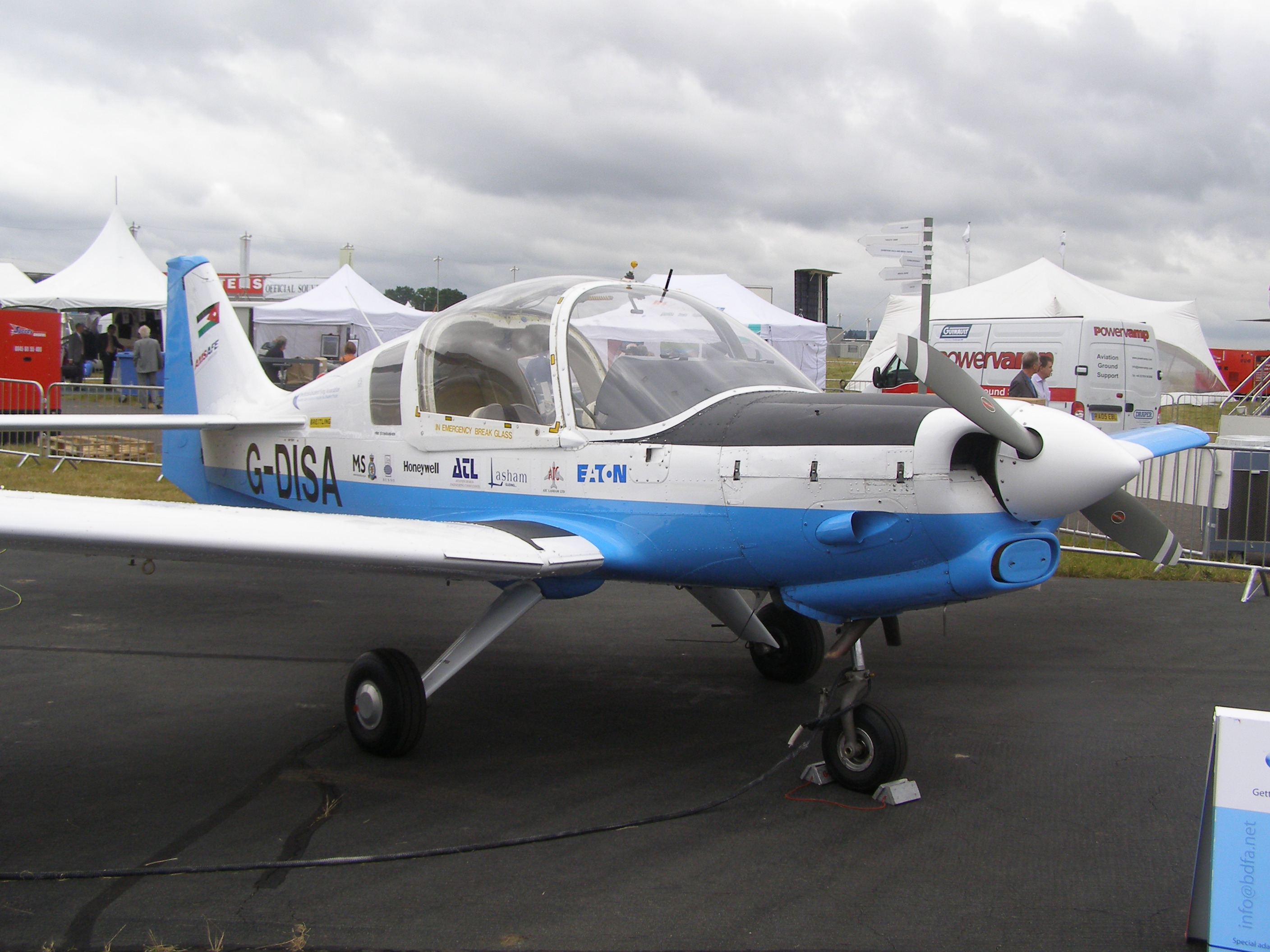
元ヨルダン空軍のブルドッグ。現在は英国身体障害者飛行協会が運用。2008年のファーンボロー国際航空ショーにて。

### スウェーデン
最初の58機（「SK 61A」と「SK 61B」として知られる）は1971年にスウェーデン空軍に納入された。残りの20機は1972年に「FPL 61C」としてスウェーデン陸軍に納入されたが、これらは1989年に「SK 61C」として空軍に移管された。スウェーデン軍の全ての機体は2001年に退役し、2004年に26機がハンガリーのアヴィア＝レント（AVIA-Rent）社に売却された。

### 英国

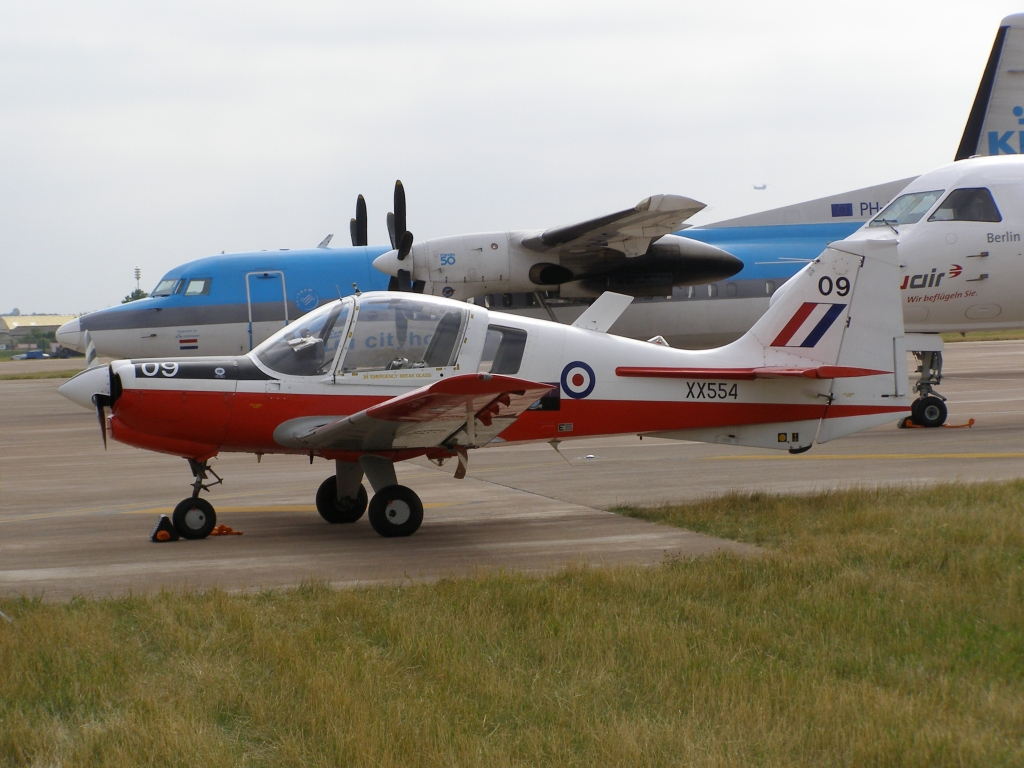
ブルドッグ T.1 G-BZMD、2006年のエア・タトゥーにて

最大のユーザーは英国空軍で、1972年に130機のブルドッグを発注して「ブルドッグ T.1」として就役した。英国空軍では初等練習機として広範囲に使用され、特に大学航空飛行隊（University Air Squadron）後に飛行習熟学校（Air Experience Flight）の標準練習機として飛行訓練に供された。
2001年に後継機となるチューター T.1の導入に伴い、英国空軍は全てのブルドッグの残存機を非常な低価格で民間に売却した。

## 派生型

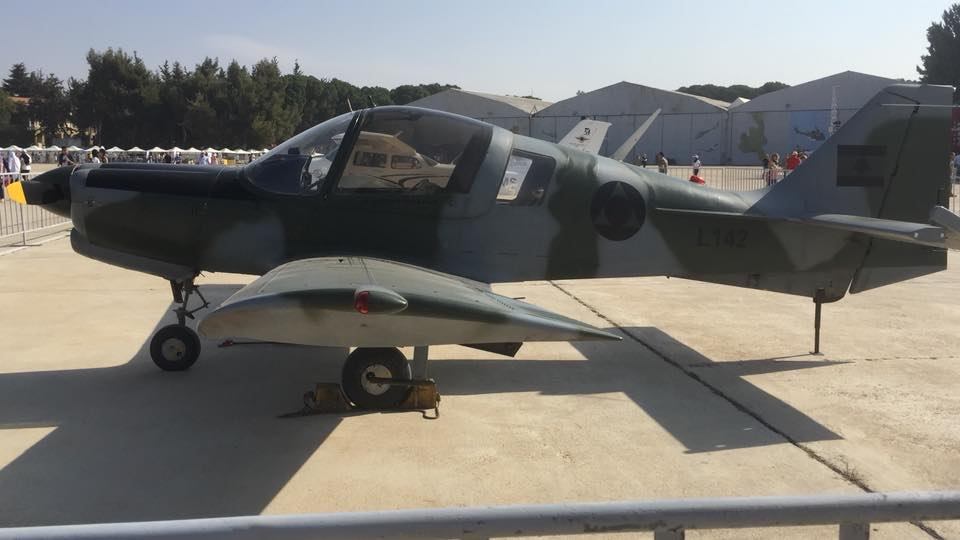
2018年ごろの、レバノン空軍所属のモデル126

ブルドッグは以下の各型が製造された
。
ブルドッグ モデル1ビーグル・エアクラフト社製造の試作機が1機 (G-AXEH)、スコティッシュ・アビエーション社製が1機。
ブルドッグ モデル10型
- Model 101: スウェーデン向けの輸出モデル。スウェーデン軍の名称 SK 61 (空軍) 又は FPL 61 (陸軍)。78 機製造。
- Model 102: マレーシア向けの輸出モデル。15機製造。
- Model 103: ケニア向けの輸出モデル。5機製造。
- Model 104: 改装された試作2号機 (G-AXIG) 。
- Model 121: 英国空軍向け複座初等練習機。英国空軍の名称 ブルドッグ T.1。130機製造。後にマルタ共和国軍に委譲。
- Model 122: ガーナ向けの輸出モデル。6機製造。
  - Model 122A: ガーナ向けの輸出モデル。7機製造。
- Model 123: ナイジェリア向けの輸出モデル。37機製造。
- Model 124: メーカーのデモ機 (G-ASAL)。
- Model 125: ヨルダン向けの輸出モデル。13機製造。
  - Model 125A: ヨルダン向けの輸出モデル。9機製造。
- Model 126: レバノン向けの輸出モデル。6機製造。
- Model 127: ケニア向けの輸出モデル。9機製造。
- Model 128: 王立香港予備飛行隊向けの輸出モデル。2機製造。
- Model 129: ベネズエラで1機のみ使用されている民間モデル (YV-375-CP)。
- Model 130 : ボツワナ向けの輸出モデル。6機製造。

ブルドッグ200型引き込み式降着装置の4座席型。1機のみ製造(G-BDOG)。民間仕様では「ブルフィンチ」の名で知られる。

## 運用

### 軍事運用
ボツワナ
- ボツワナ空軍（英語版）

 ガーナ
- ガーナ空軍

 イギリス領香港
- 王立香港予備飛行隊（英語版）

 ヨルダン
- ヨルダン空軍

 ケニア
- ケニア空軍 - 2024年時点で、8機のモデル103およびモデル127を保有[3]。

 レバノン
- レバノン空軍（英語版） - 6機導入。一部の機体はレバノン内戦中に簡易観測機として用いられ、1機が撃墜、2機が民兵組織の砲撃によって破壊されている。整備不足や部品不足から保管状態が続いたが、近年になってオーバーホールが行われて3機が現役に復帰している。

 マレーシア
- マレーシア空軍（英語版）

 マルタ
- マルタ共和国軍（英語版）

 ナイジェリア
- ナイジェリア空軍（英語版）

 スウェーデン
- スウェーデン空軍
- スウェーデン陸軍

 イギリス
- 英国空軍

## 要目
（ブルドッグ 120）Bulldog & Beagle Pup Club,British Aircraft Directory
- 乗員：2名
- 全長：7.08 m (23 ft 3 in)
- 全幅：10.11 m (33 ft 2 in)
- 全高：2.73 m (8 ft 11½ in)
- 翼面積：12.00 m² (129.45 ft²)
- 翼面荷重：89 kg/m² (18.2 lb/ft²)
- 空虚重量：649 kg (1,430 lb)
- 有効積載量：417 kg (920 lb)
- 最大離陸重量：1,066 kg (2,350 lb)
- エンジン：アブコ・ライカミング IO-360-A1B6 レシプロエンジン 1基　200 hp (149 kW)
- 超過禁止速度：313 km/h (169 knots, 193 mph)
- 最大速度：240 km/h (130 knots, 148 mph)
- 巡航速度：211 km/h (114 knots, 131 mph)
- 巡航高度：5,182 m (17,000 ft)
- 上昇率：1,100 ft/min

- 武装（全ての武装はオプション）
  - 爆弾：290 kg (640 lb)
  - 翼端装備のロケット弾

これらの武装は英国空軍機では使用されなかったが、スウェーデンではブルドッグ練習機で武器訓練が実施された。ハードポイントは用意されていたが、ブルドッグには武器発射管制システムは用意されていなかった。